# Еберхард I фон Верденберг-Швалнег
Еберхард I фон Верденберг-Шмалнег (на немски: Eberhard I Graf von Werdenberg-Schmalnegg; † 28 май 1383) е граф на Верденберг-Шмалнег. Той е господар на Айзлинген, Алпек, Лангенау, Шмалег (в Равенсбург), Трохтелфинген, Ерпфинген, Зулхайм и Рингинген и хауптман в Бургау за херцозите на Австрия. Еберхард I основава страничната линия Трохтелфинген.
Той е син на граф Хайнрих I фон Верденберг-Албек († 1332/1334) и съпругата му графиня Агнес фон Вюртемберг (1293 – 1349), дъщеря на граф Еберхард фон Вюртемберг († 1325) и първата си съпруга, вероятно Аделхайд фон Верденберг, или на Маргарета от Лотарингия († пр. 1296), дъщеря на херцога на Горна Лотарингия Фридрих III († 1303), или на третата му съпруга Ирменгард фон Баден († 1320). Внук е на Рудолф II фон Верденберг-Зарганс († 1323) и втората му съпруга Аделхайд фон Бургау († ок. 1307), дъщеря наследничка на маркграф Хайнрих II фон Бургау († 1293) и Аделхайд фон Албек († 1280).
Ок. 1534 г. фамилията измира по мъжка линия.

## Фамилия
Еберхард I фон Верденберг-Шмалнег се жени на 11 април 1335 г. за Лютгард фон Берг-Шелклинген († 25 април сл. 1344), внучка на граф Улрих III фон Берг-Шелклинген († 1319), дъщеря на граф Конрад фон Берг-Шелклинген († 1346) и Аделхайд фон Тек († 1342). Бракът е бездетен.
Еберхард I фон Верденберг-Шмалнег се жени втори път пр. 4 май 1352 г. за София фон Дирсберг-Геролдсек († 1391), дъщеря наследничка на Валтер VI фон Геролдсек († 1349) и Клара фон Юзенберг († 1350). Те имат пет деца:
- Хайнрих V фон Верденберг-Зарганс († 1397), женен I. ок. 1370 г. с Агнес фон Тек († 23 април 1386), II. пр. 1392 г. с графиня Ида/Ита фон Тогенбург († 26 януари 1399)
- Еберхард II фон Верденберг-Зарганс († сл. 1379)
- Хайнрих VI фон Верденберг-Албек (* пр. 1359; † 23 август 1388), женен I. ок. 8 януари 1359 г. за Елизабет I фон Йотинген († пр. 25 февруари 1370), II. пр. 25 февруари 1370 г. за Агнес фон Хелфенщайн († 1386)
- Удилхилд фон Верденберг-Алпек († сл. 1399), омъжена пр. 20 септември 1369 г. за граф Албрехт II фон Льовенщайн-Шенкенберг († пр. 20 май 1382)